# Gölbaşı, Adıyaman
Gölbașı este un district din Provincia Adıyaman, Turcia.
1. ↑   http://postakodu.ptt.gov.tr/ Lipsește sau este vid: |title= (ajutor)